# Andrius Skerla

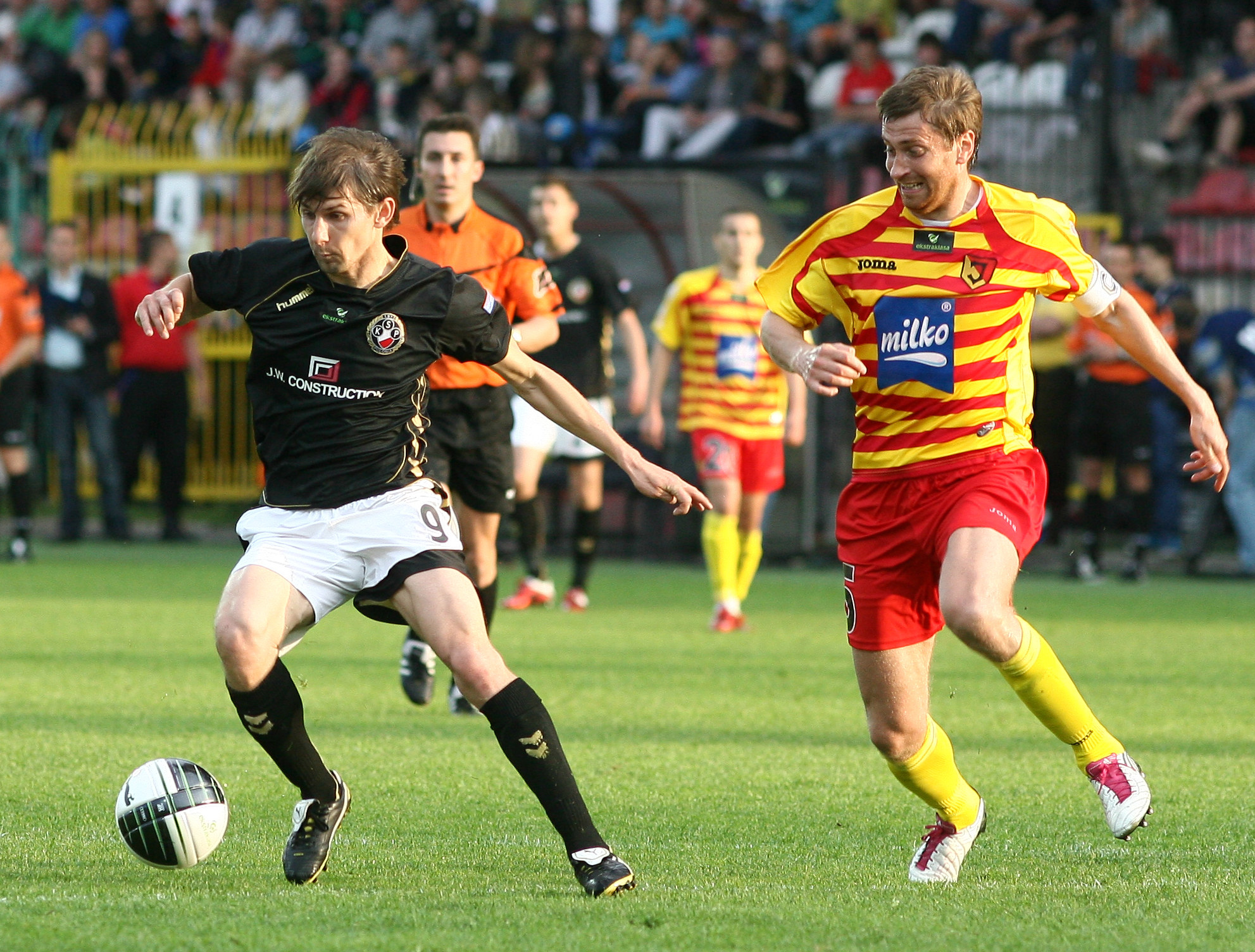
Euzebiusz Smolarek e Andrius Skerla

Andrius Skerla ( 29 de abril de 1977 ) é um ex-futebolista e treinador lituano que atuava meio defensivo.

## Seleção nacional
Andrius Skerla detém o recorde de mais partidas disputadas pela Lituânia, com um total de 84 partidas.

## Títulos
FK Žalgiris Vilnius
- A Lyga (1): 2013
- Super Copa da Lituânia (1): 2013
- Copa da Lituânia (3): 1997, 2012, 2013

 PSV Eindhoven
- Eredivisie (1): 1999/2000

 Jagiellonia Białystok
- Copa da Polônia de Futebol (1): 2009/10
- Supercopa da Polônia (1): 2010